# Neuvillers-sur-Fave
Neuvillers-sur-Fave é uma comuna francesa na região administrativa do Grande Leste, no departamento de Vosges. Estende-se por uma área de 5.12 km². Em 2010 a comuna tinha 354 habitantes (densidade: 69,1 hab./km²).